# Ibn Muhajar
Ibn Muhajar (ou Muhajir) est un nom porté par plusieurs Juifs andalous, peut-être apparentés, ayant vécu aux XIIe et XIIIe siècles.

## Ibn Muhajar connus
- Abu Ibrahim ibn Muhajir est le récipiendaire d'un poème de Juda Halevi (Betoulat bat Yehouda, p. 20).
- Abu Ishaq ibn Muhajar est un Juif de cour andalou du milieu du XIIe siècle. Il est mentionné dans les Diwan (recueil de poèmes) de Moïse ibn Ezra, avec le titre de vizir. Bien que ce soit là le seul fait connu sur lui, l'importance de la position que lui attribue Ibn Ezra a mené à deux tentatives d'identification : Moritz Steinschneider a tenté de l'identifier à Abraham ben Meïr (ibn Kamnial), auquel Moïse ibn Ezra a dédié son Tarshish[1], tandis que S.D. Luzzatto voulait en faire le fils d'Abu Ibrahim ibn Muhajir[2].
- Joseph ben Meïr ibn Muhajir, un poète, serait, selon Steinschneider, un frère d'Abu Ishaq[3].
- Abu Sulaiman (David) ibn Muhajir est mentionné avec Isaac Alfasi et Juda ibn Balaam dans son Kitab al-Muhadarah[4], bien que Schreiner n'en parle pas dans sa description de l'œuvre[5]. Heinrich Graetz l'a identifié, peut-être à tort, avec David ibn Hajar[6], juge rabbinique à Grenade et auteur d'un traité sur les voyelles cité par Abraham ibn Ezra[7].